# Алия, Рамиз
Рами́з Али́я (алб. Ramiz Alia; 18 октября 1925 года, Шкодер — 7 октября 2011 года, Тирана) — албанский партийно-государственный руководитель и политический деятель, преемник Энвера Ходжи. Первый секретарь ЦК правящей компартии с 1985 по 1991 годы. В 1991—1992 годах — президент Албании. Безуспешно пытался возглавить процесс албанских реформ. После падения коммунистического режима дважды привлекался к судебной ответственности. Был приговорён к тюремному заключению. Освобождён после смены власти в 1997 году. Выступал с резонансными публичными оценками коммунистического правления.

## Партизанский комиссар
Родился в шкодерской рабочей семье. Учился в тиранской школе. Увлекался математикой, физикой и химией, мечтал стать инженером. В первые два года итальянской оккупации состоял в молодёжной фашистской организации. В 1941 году порвал с фашистами и перешёл к коммунистам. На следующий год был арестован оккупационными властями, но быстро освобождён.

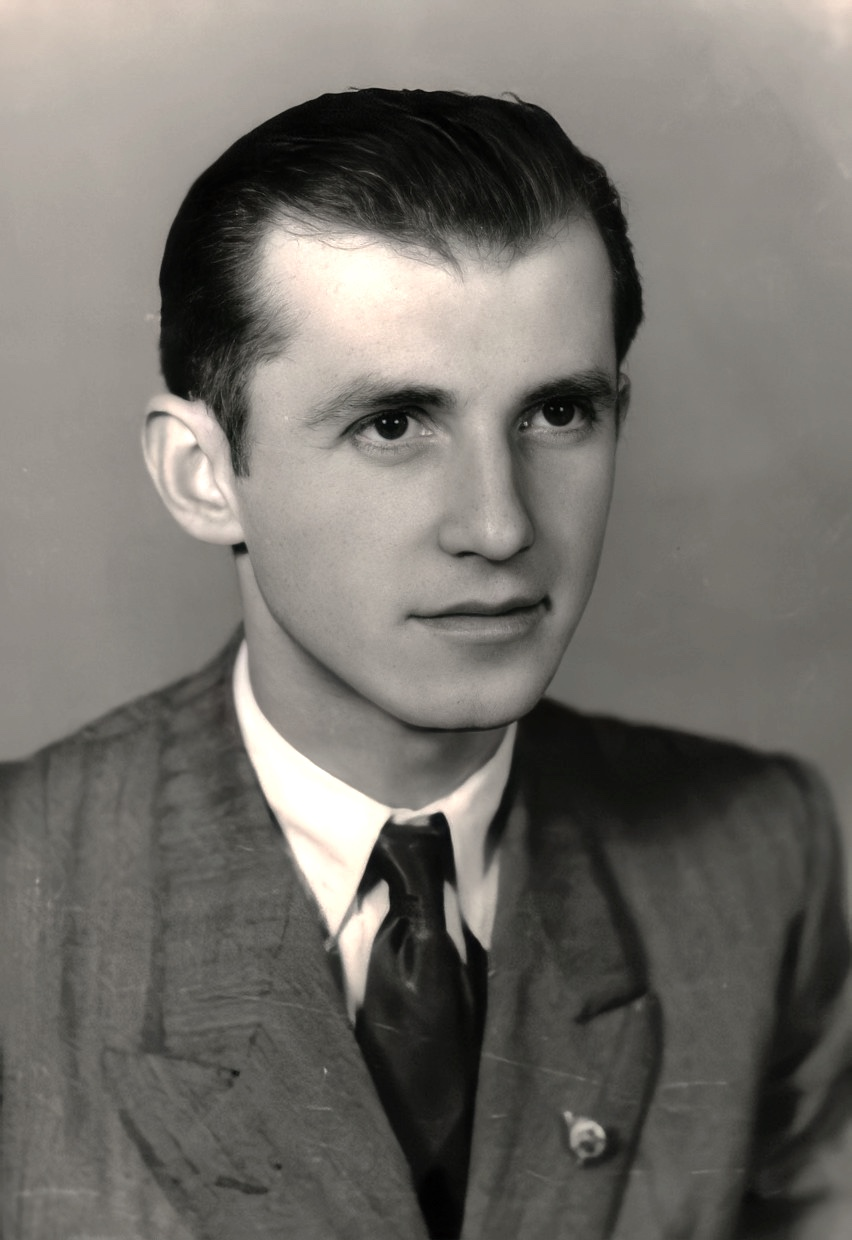
Рамиз Алия в молодости

С 1943 года Рамиз Алия состоял в Коммунистической партии Албании, переименованной в 1948 году в Албанскую партию труда (АПТ). Принимал Алию в партию и давал ему первое партийное задание лично Энвер Ходжа. Рамиз Алия участвовал в коммунистическом партизанском движении. Служил по линии политического руководства — сначала в политотделе 7-й ударной бригады и 2-й дивизии, затем комиссаром 5-й дивизии.

## Партийный идеолог
С 1944 (приход Албанской партии труда к власти) по 1949 Рамиз Алия — член секретариата, затем генеральный секретарь Союза антифашистской молодёжи Албании. В 1949—1955 — первый секретарь ЦК Союза трудовой молодёжи Албании (албанский комсомол). С 1948 — член ЦК АПТ.
В 1950 Алия стал членом Генерального совета (с сентября 1967 — заместитель председателя Генсовета) Демократического фронта Албании и депутатом Народного собрания. До 1954 проходил курс партийной учёбы в советской ВПШ.
С середины 1950-х годов началось быстрое политическое возвышение Рамиза Алии. Партийную карьеру он делал по идеологической линии. В 1955—1958 занимал пост министра просвещения и культуры, с 1956 — кандидат в члены Политбюро ЦК АПТ. В 1958—1960 — заведовал отделом агитации и пропаганды ЦК АПТ. В апреле 1956 Алия участвовал в подавлении партийной оппозиции на конференции АПТ в Тиране.
В сентябре 1960 Алия стал секретарём ЦК АПТ по идеологии — одна из ключевых партийных должностей. В феврале 1961 кооптирован в высший орган партийной власти — Политбюро ЦК. С 22 ноября 1982 — Председатель Президиума Народного Собрания. В партийном аппарате считался эрудитом и интеллектуалом. В отличие от других функционеров АПТ, Рамиз Алия сам писал тексты своих выступлений.
Рамиз Алия благополучно пережил несколько партийных чисток и каждый раз при этом укреплял своё положение. В середине 1970-х ЦК АПТ и Сигурими подвергли суровой расправе за «либеральный уклон» министра культуры Фадиля Пачрами и руководителя Radio Televizioni Shqiptar Тоди Лубонья. Оба провели в тюрьме более десяти лет. Их связи с Алией были общеизвестны, однако Алия отделался лишь выговором.
Это объяснялось благоволением верховного правителя НСРА — первого секретаря ЦК АПТ Энвера Ходжи и его жены Неджмие. Чету Ходжа привлекала марксистско-ленинская ортодоксальность Алии и его готовность поддержать любой поворот партийной политики: союз с югославскими коммунистами, разрыв и вражду с Югославией, ориентацию на сталинский СССР, разрыв с хрущёвским СССР, переориентация на маоистский Китай, разрыв с КНР после смерти Мао Цзэдуна, интеграция страны в «соцлагерь», тотальная самоизоляция с «опорой на собственные силы» и т. д. Идеологический аппарат Алии пропагандировал сталинизм и ходжаизм, культ личности Энвера Ходжи.
Уже в 1970-х Рамиз Алия стал рассматриваться как будущий преемник пожилого и больного Ходжи. Его соперником являлся премьер-министр НСРА Мехмет Шеху, опиравшийся на госаппарат и Сигурими. Гибель Шеху в декабре 1981 года и последующую расправу с его сподвижниками некоторые исследователи связывают с интригами Алии. Алия проводил экстренное совещание по поводу смерти премьера и определял официальные формулировки.

## Преемник Ходжи
Энвер Ходжа умер 11 апреля 1985 года. 13 апреля XI пленум ЦК АПТ утвердил Рамиза Алию на должность первого секретаря ЦК АПТ.
Алия постоянно подчёркивал, что видит свою роль в продолжении курса Ходжи. Сколько-нибудь существенных реформ Алия не проводил, партийная диктатура и полицейский контроль сохранялись в полной мере. Министр внутренних дел Хекуран Исаи согласовывал с первым секретарём ЦК даже такие вопросы, как правила перевозки арестованных. В 1987 году Исаи издал приказ МВД, где ставилась задача готовиться к силовому подавлению будущего «мятежа буржуазных и антисоциалистических групп, к которым примкнут криминальные элементы». Этот документ также содержал ссылки на указания Алии. Централизаторские эксперименты продолжались и в экономике (в порядке «революционной инициативы» личный скот колхозников переводился на коллективное содержание). В идеологии и пропаганде не происходило никаких перемен по сравнению с временами Ходжи. В 1988 был казнён через повешение поэт-диссидент Хавзи Нела (последняя казнь в Албании), причём Рамиз Алия как председатель президиума Народного собрания лично подписывал решение.
В то же время с 1985 года в Албании значительно снизился масштаб политических репрессий. В 1986 и 1989 были проведены амнистии части политических заключённых. Подавление инакомыслия и политические преследования продолжались, однако приобрели более «точечный», индивидуализированный характер. В среде интеллигентской элиты стали допускаться некоторые дискуссии по вопросам культуры. Религия и мелкий частный бизнес не были официально разрешены, но перестали жёстко преследоваться.
Расширились дипломатические отношения со странами Западной Европы, прежде всего с Италией. Начались переговоры о привлечении иностранных инвестиций, категорически запрещавшихся при Ходже. Были установлены экономические отношения с немецкой землёй Бавария, которую в то время возглавлял премьер-министр Франц Йозеф Штраус. Торговые связи стали допускаться даже с Югославией, хотя при оговорке о «непримиримых идеологических противоречиях».
В целом, при сохранении монополии АПТ на власть, Рамиз Алия осторожно зондировал более прагматические решения. К этому побуждала объективная ситуация в стране — экономические трудности, массовая бедность, широкое недовольство, интеллигентское фрондирование и партийный цинизм. Однако паллиативные меры не давали серьёзного эффекта. При этом даже такие ограниченные преобразования — скорее, замыслы преобразований — вызвали критику ортодоксальных ходжаистов, типа секретаря ЦК Ленки Чуко и секретаря парторганизации Дурреса Мухо Аслани.
Положение обострилось в конце 1980-х под влиянием перестройки в СССР и восточноевропейских революций. Ещё летом 1988 года в округе Кавая возник нелегальный профсоюз, организовавший несколько забастовок. Отмечались нападения молодёжных группировок на членов албанского комсомола, уничтожения партийной атрибутики и портретов Ходжи, написание антикоммунистических и антиходжаистских граффити.
Руководство АПТ во главе с Рамизом Алией отвечало мерами подавления. Такого рода попытки предпринимались даже на международном уровне: представитель Сигурими Симон Стефани встречался с начальником румынской Секуритате Юлианом Владом и обсуждал планы совместного противодействия перестроечным тенденциям. Однако эти проекты не получили развития. Особенное беспокойство Алии и его окружения вызвала судьба казнённого румынского диктатора Николае Чаушеску.

## «Поражение всей жизни»
В 1990 году в Албании начались массовые антикоммунистические выступления. Алия пытался совместить силовое подавление протестов с дальнейшими уступками. Весной были введены законы, расширяющие самостоятельность предприятий, летом был разрешён выезд из страны нескольких тысяч албанцев. В ноябре пленум ЦК АПТ объявил курс на «разделение полномочий партии и правительства», разрешил въезд и выезд из страны, провозгласил свободу вероисповедания, в том числе отправление религиозных культов, обещал принять новый избирательный закон. Однако Алия отказывался разрешить создание оппозиционных политических партий.
8 декабря 1990 года в Тиране и других албанских городах начались мощные демонстрации студентов, поддержанных рабочими. Партийный официоз ''Зери и популлит'' провозглашал «стальную сплочённость вокруг товарища Рамиза Алии», но реально руководство АПТ пребывало в смятении. Ленка Чуко, Мухо Аслани, другие ортодоксы, даже давний сподвижник Алии Рита Марко были выведены из политбюро. Рамиз Алия встретился с протестующими студентами и пообещал «дальнейшую демократизацию». 12 декабря 1990 года ЦК АПТ был вынужден согласиться на переход ко многопартийной системе.

Это было наше поражение. Поражение всей моей жизни. Я боролся за социализм, за коммунистическое общество. Провал…

Рамиз Алия

В тот же день учредилась оппозиционная Демократическая партия Албании (основали ДП преимущественно выходцы с севера страны, тогда как в АПТ при Ходже доминировали южане). Партия выступала под антикоммунистическими лозунгами, но её лидеры — кардиолог Сали Бериша и экономист Грамоз Пашко — были тесно связаны с коммунистической элитой (Бериша являлся штатным врачом политбюро ЦК АПТ, родители Пашко входили в коммунистическое правительство). Некоторые комментаторы предполагали, что партия Алии стремился поставить во главе оппозиционного движения представителей «своего круга», дабы предотвратить стихийное выдвижение радикальных антикоммунистов из низов. В руководстве АПТ распространился реальный страх перед «реваншем Балли Комбетар» и расправой над коммунистами.
Партийная пропаганда делала упор на то, что только «опытные руководители», типа Рамиза Алии, способны привести страну к демократии. Алия сознательно позиционировался как «албанский Горбачёв». В новогоднем обращении Алия пообещал, что новый 1991 год станет поворотным моментом в экономике страны. Однако именно с этого времени началась массовая эмиграция албанцев за рубеж, в первую очередь в Италию, которая не прекращается до сих пор.

## Год президентства
В 1991 году развитие событий вышло из-под контроля властей. 20 февраля 1991 демонстранты на площади Скандербега в Тиране прорвали заслоны полиции и партийных ходжаистов и сбросили памятник Энверу Ходже. После этого падение коммунизма в Албании приобрело необратимый характер.
Впоследствии Хекуран Исаи, во время событий возглавлявший МВД, утверждал, что Рамиз Алия требовал применения против демонстрантов вооружённой силы. Сам Алия это категорически опровергал. 22 февраля он отстранил от должности премьер-министра Адиля Чарчани (назначенного ещё при Ходже) и заменил его реформаторски настроенным Фатосом Нано. Аналогичным образом вместо Хекурана Исаи министром внутренних дел стал Грамоз Ручи. 31 марта состоялись многопартийные выборы в Народное собрание Албании, на которых АПТ одержала победу, но сам Алия проиграл в своём округе представителю ДП инженеру Франко Крочи. 29 апреля новый состав парламента внёс изменения в Конституцию, переименовал страну с Народной Социалистической Республики Албания в Республику Албанию, провозгласил гражданско-политические свободы и учредил должность президента, избираемого депутатами. 30 апреля президентом Албании стал Рамиз Алия. При этом он покинул должность первого секретаря ЦК АПТ.
13 июня 1991 внеочередной съезд АПТ изменил название партии на Социалистическую партию Албании, принял программу демократического социализма и отказался от идеологии марксизма-ленинизма. Формально упразднялась Сигурими, преобразованная в деидеологизированную спецслужбу, не подчинённую какой-либо партии. Была сделана ставка на сохранение у власти прежней номенклатуры во главе с Рамизом Алией, но в иных политических условиях и под демократическими лозунгами.
Однако оппозиция рассматривала всё это как обманные манёвры коммунистов с целью удержания власти. Акции протеста не прекращались. При этом на первый план в оппозиционном противостоянии вышел Союз независимых профсоюзов Албании (BSPSH).
9 апреля BSPSH выдвинул ультимативные требования к правительству Фатоса Нано. Компромиссные предложения правительства и президента Алии профсоюз отклонил. 16 мая началась всеобщая забастовка, в которую включились 220 тысяч рабочих. Через неделю количество забастовщиков увеличилось до 300 тысяч. Забастовка практически парализовала страну. BSPSH и ДП выдвинули требования отставки правительства и перевыборов Народного собрания.
29 мая парламент собрался на экстренное заседание. BSPSH организовал в Тиране многотысячный митинг. Произошло столкновение с полицией, были применены дубинки, камни, слезоточивый газ, сожжено три полицейских машины. 1 июня Народное собрание уступило требованиям забастовщиков. Было принято решение о формировании нового правительства и проведении досрочных парламентских выборов.
5 июня новым премьер-министром был назначен Юли Буфи. 10 декабря его сменил Вильсон Ахмети, обладавший репутацией технократа. Задачей нового кабинета являлась организация досрочных выборов.
22 марта 1992 года победу на выборах одержала Демократическая партия. Новое правительство сформировал активист ДП Александер Мекси.
3 апреля 1992 года Рамиз Алия ушёл в отставку с поста президента. 9 апреля новым президентом Албании был избран лидер ДП Сали Бериша.

## Аресты, суды, освобождения
Уже с августа 1992 Рамиз Алия фактически находился под домашним арестом. Год спустя он был препровождён в тюрьму по обвинению в злоупотреблении служебным положением и коррупции. 21 мая 1994 года суд вынес приговоры группе бывших партийно-государственных руководителей. Рамиз Алия был приговорён к 9 годам тюрьмы. Условия тюремного содержания были жёсткими. Мухо Аслани впоследствии вспоминал, что видел Алию с раной на голове — результат удара об железную дверь (Аслани объяснял это тем, что в тюрьме бывшим руководителям АПТ пришлось столкнуться с «представителями класса, который коммунисты осуждали»).
В 1995 году кассационная инстанция, учитывая преклонный возраст Алии, сократила срок заключения до символического. 7 июля 1995 он был освобождён. Однако вскоре вновь арестован и в марте 1996 привлечён к суду по обвинению в преступлениях против человечности — речь шла о причастности к репрессиям времён правления Ходжи. Однако из-за беспорядков 1997 года процесс не был доведён до конца. Алия сумел покинуть тюрьму и перебрался в Объединённые Арабские Эмираты.
В 1997 году в результате очередных выборов к власти пришла Соцпартия. Новое правительство Фатоса Нано освободило Алию от судебного преследования.

## Оценки ошибок
Последние полтора десятилетия Рамиз Алия уединённо провёл между Тираной и Дубаем. Незадолго до кончины он издал автобиографию Jeta Ime — Моя жизнь, которая, помимо прочего, содержит просьбу к албанскому народу о прощении за жестокости классовой борьбы.
Рамиз Алия признавал «ошибками партии» массовые репрессии, тотальное огосударствление экономики, особенно коллективизацию сельского хозяйства, запрет религии и разрыв с Китаем. В то же время он настаивал на необходимости жёсткого политического режима и самоизоляции Албании во времена Энвера Ходжи. Иначе, по его словам, страна утратила бы независимость — Иосип Броз Тито «превратил бы Албанию в седьмую югославскую республику».
Скончался Рамиз Алия в возрасте 85 лет.

## Семья
Семирамис Алия (1928—1986), жена Рамиза Алии, была дочерью профессора-лингвиста Александера Джувани. Брак Рамиза с Семирамис был заключён в Москве.
В политике Семирамис Алия не участвовала, работала вузовским преподавателем. Обладала репутацией высококультурной и интеллектуальной женщины. Её сестра Иоланда была замужем за министром юстиции НРА Бильбилем Клоси.
В браке супруги Алия имели двух дочерей и сына.
Согласно своему завещанию, Рамиз Алия похоронен в одной могиле с женой на кладбище Шарра в Тиране.

## Интересные факты
- Мехмет Шеху характеризовал Рамиза Алию как «албанского Яго», имея в виду его хитрость и ловкость в интригах.
- При Рамизе Алии в марте 1990 года прекратила своё существование еврейская диаспора в Албании — после того как последние одиннадцать евреев, проживавших в стране, эмигрировали в Израиль[26].
- Многолетние отношения между Рамизом Алией и Неджмие Ходжей были прерваны в феврале 1991 года — вдова Энвера Ходжи не могла простить сброшенного памятника своему мужу и обвиняла Алию в том, что он допустил это.